# Minggadari
Minggadari či Minggandari (mandžusky, čínsky v českém přepisu Ming-an-ta-li, pchin-jinem Míngāndálǐ, znaky zjednodušené 明安达礼, tradiční 明安達禮; † 1669) byl mongolský generál v říši Čching za vlády císaře Kchang-si.

## Život
Minggadari pocházel z mongolského rodu Sirut, jeho otec Bobotu († 1627) byl kapitánem roty v mongolské bílé korouhvi v říši Čching.
Minggadari zdědil otcovo postavení, roku 1638 se účastnil výpravy mandžuského vojevůdce Jota přes čínskou zeď na jih Č’-li, 1642 byl účastníkem další invaze pod velením Abataje. Roku 1644, když čchingská armáda překročila Velkou zeď a dobyla Peking, byl pověřen pronásledováním čínského vojevůdce a protimingského povstalce Li C’-čchenga v němž uspěl a 1646 ho proto povýšili na náměstka ministra vojenství.
Poté dostal za úkol potlačit povstání mongolského kmene Sunidů, což se podařilo roku 1648. Po návratu byl jmenován velitelem mongolské bílé korouhve. Roku 1650 se stal ministrem vojenství a od roku 1652 členem rady princů a ministrů a současně vikomtem 2. stupně. Následujícího roku však o ministerský úřad přišel.
Byl vyslán do Ninguty a na jaře 1655 vytáhl proti ruským kozákům, kteří přezimovali v Kumarsku na Amuru. Obléhání jejich pevnosti však bylo neúspěšné a Minggadariho armáda se musela stáhnout. Přesto byl roku 1656 jmenován ministrem závislých držav. Roku 1659 byl vyslán do boje proti Čeng Čcheng-kungovi. Roku 1660 se vrátil na ministerstvo závislých držav a následující rok se opět stal ministrem vojenství.
Podruhé ministerskou funkci vykonával šest let, dokud roku 1667 nerezignoval na své funkce. O dva roky později zemřel. Jeho zásluhy o čchingskou říši císař Kchang-si ocenil udělením posmrtného jména Min-kuo (čínsky pchin-jinem Mǐnguǒ, znaky 敏果).